# Clanis schwartzi
Clanis schwartzi là một loài bướm đêm thuộc họ Sphingidae. Nó được tìm thấy ở miền trung và miền nam Trung Quốc tới miền bắc Lào và miền bắc Việt Nam.

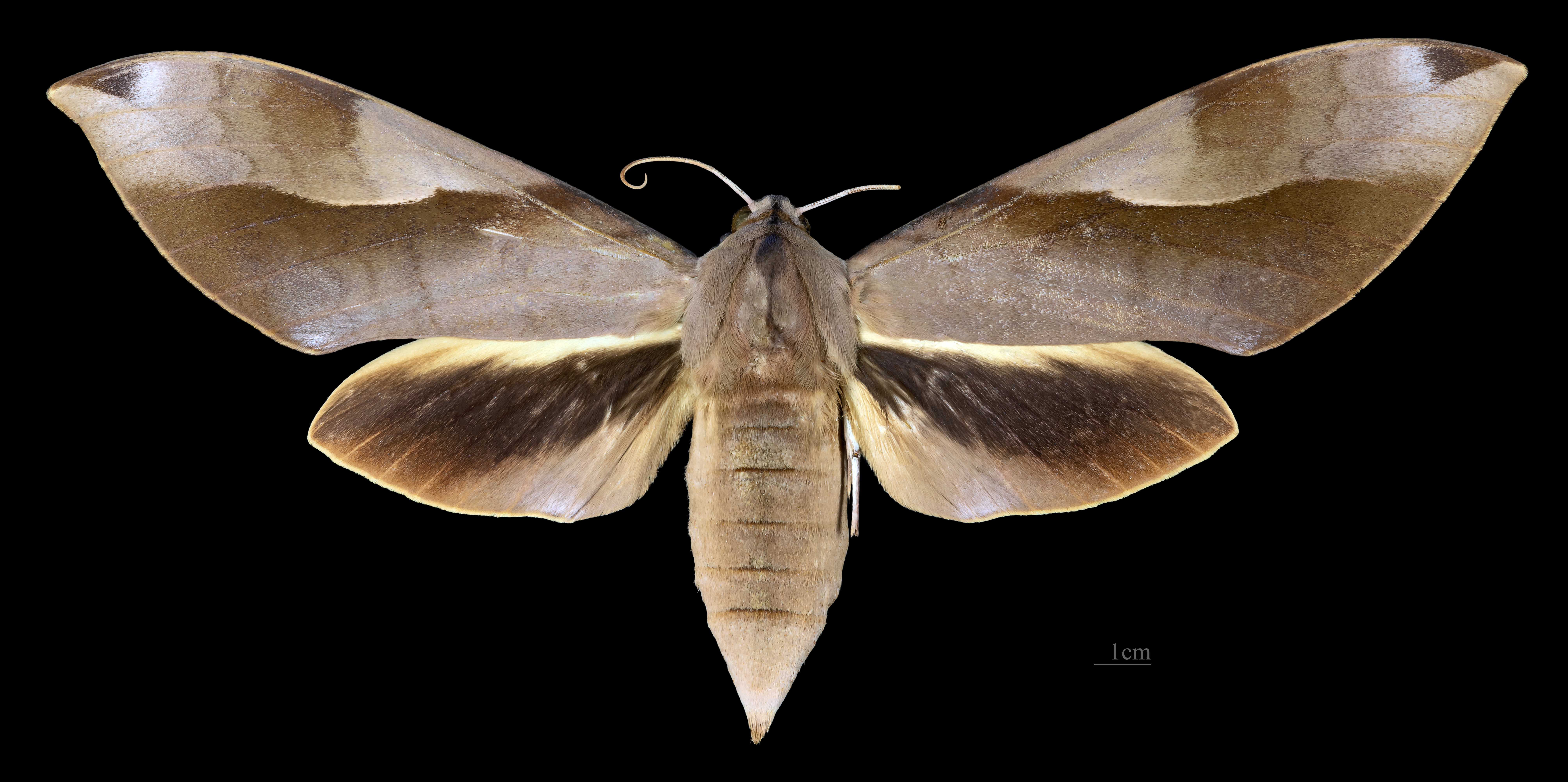
Paratype ♀ MHNT
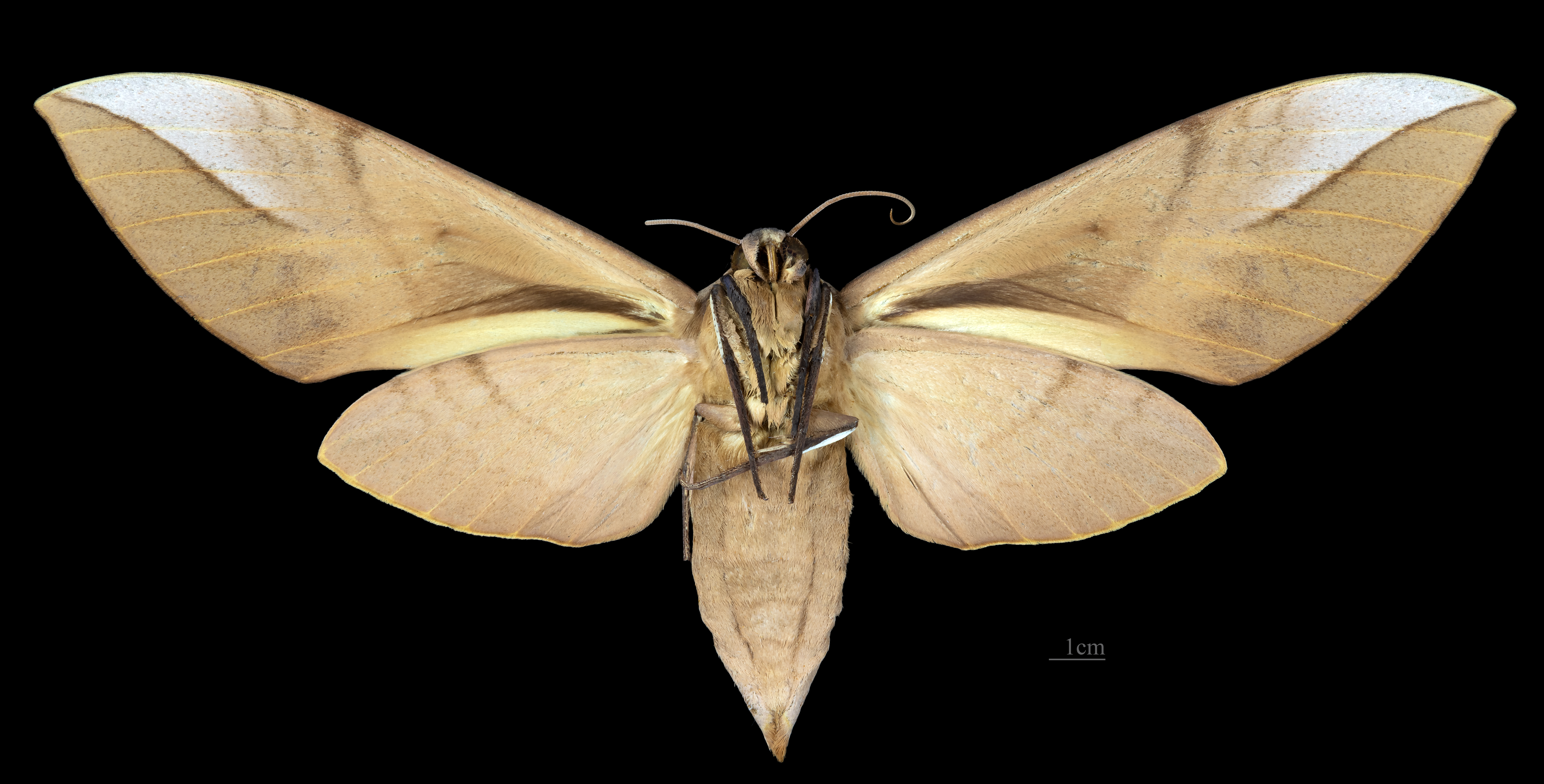
Paratype ♀ △ MHNT